# Kjell Åke Hansson
Kjell Åke Hansson, född 23 september 1954 i Örebro, är frilansjournalist och konsult inom kultursektorn. 
Mellan 2006 och 2015 var han verkställande direktör i det kommunala aktiebolaget och besöksmålet Kulturkvarteret Astrid Lindgrens Näs AB, vars styrelseordförande var landshövding Kristina Alsér. Bolaget erhöll 2014 utnämningen Stora Turismpriset av Tillväxtverket. Mellan 2015 och 2017 var han programchef på SR P4 Göteborg. 
Efter avslutad gymnasieutbildning på Karolinska skolan i Örebro flyttade Hansson till Göteborg för att gå Musikhögskolans linje SÄMUS 1974-76. Han är filosofie kandidat i musik, nordiska språk och litteraturvetenskap. Under åren 1974-1982 var han medlem av folkmusikgruppen Cono Sur.
Efter utbildningarna har Hansson arbetat som tidningsjournalist på Örebro-Kuriren, Sala Allehanda och Dagens Nyheter (teater och kulturredaktionen). Han övergick sedan till att bli radio- och tv-producent, på lokal- och riksradion i Göteborg och därefter Sveriges Television Göteborg, med bland annat producentskap för produktioner som Gomorron Sverige, På spåret och Kvällsöppet. Tillsammans med Lasse Kronér ansvarade Kjell Åke Hansson för skapandet av TV-formatet Doobidoo, som blivit ett av SVT:s mest populära program. 